# Aldea Real (kommunhuvudort)
Aldea Real är en kommunhuvudort i Spanien.   Den ligger i provinsen Provincia de Segovia och regionen Kastilien och Leon, i den centrala delen av landet, 90 km norr om huvudstaden Madrid. Aldea Real ligger 883 meter över havet och antalet invånare är 385.
Terrängen runt Aldea Real är platt, och sluttar västerut. Runt Aldea Real är det glesbefolkat, med 20 invånare per kvadratkilometer. Närmaste större samhälle är Navalmanzano, 8,3 km väster om Aldea Real. Trakten runt Aldea Real består till största delen av jordbruksmark.